# Pacific Rugby Premiership 2015
Navigation
P.R.P. 2014 P.R.P. 2016
Le Pacific Rugby Premiership 2015 ou PRP 2015 est la 2e édition de la compétition qui se déroule du 31 janvier au 16 mai 2015. Elle oppose les sept meilleures équipes de la côte Ouest des États-Unis et des États des montagnes.

## Format
Le tournoi se dispute en matchs aller-retour et les 2 premiers se rencontrent à l'occasion d'une finale.

## Liste des équipes en compétition
La compétition oppose pour la saison 2015 les sept équipes suivantes :
| Club                    | Fondé | Stade                             | Ville         |
| ----------------------- | ----- | --------------------------------- | ------------- |
| Belmont Shore           | 1964  | Cal Tate Long Beach               | Long Beach    |
| Denver Barbarians       | 1967  | Infinity Park Rugby               | Glendale      |
| Glendale Raptors        | 2007  | Infinity Park Rugby               | Glendale      |
| Olympic Club Rugby      | 1908  | Gaelic Athletic Association Field | San Francisco |
| OMBAC                   | 1954  | Qualcomm Stadium                  | San Diego     |
| S.F.G.G.                | 1988  | Rocca Field                       | San Francisco |
| Santa Monica Rugby Club | 1972  | Webster Field                     | Los Angeles   |

## Phase régulière

### Classement
| Rang | Club              | J  | V | N | D  | Bo | Bd | Pm  | Pe  | Diff | Pts |
| ---- | ----------------- | -- | - | - | -- | -- | -- | --- | --- | ---- | --- |
| 1    | Glendale Raptors  | 12 | 9 | 0 | 3  | 11 | 0  | 410 | 282 | +128 | 47  |
| 2    | S.F.G.G.          | 12 | 8 | 2 | 2  | 10 | 0  | 446 | 200 | +246 | 46  |
| 3    | OMBAC             | 12 | 8 | 0 | 4  | 10 | 0  | 388 | 335 | +53  | 42  |
| 4    | Belmont Shore     | 12 | 7 | 1 | 4  | 7  | 0  | 284 | 273 | +11  | 37  |
| 5    | Denver Barbarians | 12 | 5 | 0 | 7  | 7  | 0  | 289 | 323 | -34  | 27  |
| 6    | Santa Monica      | 12 | 2 | 1 | 9  | 10 | 0  | 313 | 483 | -170 | 20  |
| 7    | Olympic Club      | 12 | 1 | 0 | 11 | 8  | 0  | 267 | 501 | -234 | 12  |

|  | Qualifiés pour la finale (no 1, no 2). |

Attribution des points : victoire sur tapis vert : 5, victoire : 4, match nul : 2, défaite : 0, forfait : -2 ; plus les bonus (offensif : 4 essais marqués ; défensif : défaite par 7 points d'écart maximum).

### Résultats
L'équipe qui reçoit est indiquée dans la colonne de gauche.
| Clubs             | GLE   | SAN   | OMB   | DEN   | BEL   | OLY   | SMO   |
| ----------------- | ----- | ----- | ----- | ----- | ----- | ----- | ----- |
| Glendale Raptors  |       | 21-23 | 57-10 | 35-21 | 32-19 | 51-31 | 62-38 |
| S.F.G.G.          | 27-31 |       | 31-15 | 22-20 | 49-5  | 83-3  | 22-22 |
| OMBAC             | 24-13 | 29-30 |       | 38-5  | 34-36 | 50-29 | 29-26 |
| Denver Barbarians | 36-40 | 17-49 | 44-37 |       | 13-32 | 34-29 | 46-10 |
| Belmont Shore     | 27-22 | 24-24 | 12-34 | 6-13  |       | 31-29 | 29-28 |
| Olympic Club      | 7-27  | 10-59 | 33-42 | 17-32 | 29-43 |       | 19-41 |
| Santa Monica      | 26-46 | 7-76  | 24-78 | 45-13 | 15-25 | 31-38 |       |

|  | Victoire à domicile |  | Match nul |  | Défaite à domicile |

## Finale
| 16 mai 2015 | Glendale Raptors                                                                 | 25 - 11 | S.F.G.G.                                | Infinity Park, Glendale (Colorado) |
| 16 mai 2015 | Essai(s) : Statler (2), Bryant (2) Transformation(s) : Peens Pénalité(s) : Peens |         | Essai(s) : Pone Pénalité(s) : Rouse (2) | Infinity Park, Glendale (Colorado) |
| 16 mai 2015 |                                                                                  |         |                                         | Infinity Park, Glendale (Colorado) |

## Vainqueur
| Entraîneur | Entraîneur             | Andre Snyman |
| Avants     | Pilier                 | Z. Fenoglio, H. Germishuys, J. Haward, J. Mitchell, Z. Pauga, J. Peko, J. Sutcliffe, B. Tarr, G. Tsverava, J. Turnbull, D. Vaughter, N. Wallace, L. White |
| Avants     | Talonneur              | L. Stevens |
| Avants     | Deuxième ligne         | J. Gillingham, B. Orthe, A. Welch, A. Whaley, C. Wiessing                                                                                                 |
| Avants     | Troisième ligne aile   | M. Chenery, S. Scott |
| Avants     | Troisième ligne centre | J. Stevens |
| Arrières   | Demi de mêlée          | C. Miller, M. Timoteo |
| Arrières   | Demi d'ouverture       | G. Brewer |
| Arrières   | Centre                 | P. Bryant, D. Fleming, C. London, A. Peens, C. Sarmento, M. Simpson, B. Wanless                                                                           |
| Arrières   | Ailier                 | M. Statler, P. White |
| Arrières   | Arrière                | D. Croy, N. Fa'amatuainu, I. Fa'amusili, C. Melphy, D. Reed, B. Willis                                                                                    |